# Puente de Bujaruelo
El puente de Bujaruelo es un puente románico del siglo XIII sobre el río Ara, en la provincia de Huesca, en el Pirineo aragonés. Se encuentra en el valle de Bujaruelo, dentro del Lugar de importancia comunitaria de Bujaruelo - Garganta de Los Navarros, y lindante con el Parque nacional de Ordesa y Monte Perdido. Junto al puente se encuentran los restos de la ermita de San Nicolás de Bujaruelo y una zona de acampada. Se trata de un puente de un solo arco de piedra. El puente servía de lugar de cruce para los que pasaban los Pirineos en el pasado.